# Sheila Majid
Sheila Majid, właśc. Shaheila binti Abdul Majid (ur. 3 stycznia 1965 w Kuala Lumpur) – malezyjska piosenkarka, w swoim kraju nazywana „królową jazzu”.
Jej ojciec miał pochodzenie jawajskie, a matka pochodziła z ludu Mandailing. W połowie lat 80. XX wieku piosenkarka zyskała popularność w sąsiedniej Indonezji, za sprawą wykonania piosenki „Antara Anyer dan Jakarta”. Według indonezyjskiego dziennika „Republika” artystka „stała się jedną z legend muzycznych w Malezji i Indonezji”, a jej popularność rosła aż do połowy lat 90.
Do znanych jej utworów należy m.in. przebój „Sinaran”. Dzięki niemu piosenkarka odniosła sukces również w Japonii.

## Dyskografia
Źródło:
Albumy studyjne
- 1985: Dimensi Baru
- 1986: Emosi
- 1988: Warna
- 1990: Legenda
- 1996: Ratu
- 1999: Ku Mohon
- 2004: Cinta Kita
- 2006: Legenda XV XX